# Римокатолички злочиначки пројекат вештачке хрватске нације
Римокатолички злочиначки пројекат вештачке хрватске нације је псеудоисторијско дело Војислава Шешеља, српског политичара и председника Српске радикалне странке. Објавила га је 2007. године Српска радикална странка и са 1.032 странице представља Шешељево најобимније дело. Књига је синтеза у којој су на једном месту сабрани сви радови великосрпских историчара који промовишу тврдњу Вука Караџића „Срби сви и свуда“. Прво издање књиге штампано је у 500 примерака; рецензенти књиге су проф. др Мирко Зуровац и др Никола Жутић. Треће издање књиге из исте, 2007. године, има тираж од 3.600 примерака. Године 2010. књига је доживела своје четврто издање, тада у тиражу од 4.000 примерака.
У складу са великосрпском мисли, Шешељ у књизи у којој се бави Хрватима као главном препреком остварењу великосрпског пројекта негира постојање бошњачке, македонске и црногорске нације.

## Тврдње и тезе
Шешељ у својој обимној књизи износи и покушава да докаже неколико тврдњи:
- Први је да је штокавски само српски језик, а кајкавски само словеначки. Дакле, чакавски је заправо једини хрватски језик и само чакавци су прави Хрвати.
- Друга тврдња је да Римокатоличка црква никада неће опростити Србима што су се одлучили за православље у 13. веку, те је Србе католике користила као инструмент намећући им илирска, југословенска и коначно хрватска имена, користећи историографске памфлете и фалсификате, и промовишући мржњу према православљу.[3] Неки Срби су пореклом католици (Дубровник), тврди Шешељ, а већина их је покатоличена или нуђењем земље и хране или силом кроз векове све до 20. века, када се геноцид над православним Србима догодио два пута, у 2. светском рату и у рату 1990-их. Српски владари и народ лутали су између католицизма и православља све до 1219. Сматра се да су пре те године две трећине Срба били католици. Вукан Немањић је био католик. Створена је монструозна државна целина у чијем је корену бескрајна антисрпска мржња, а акција западних сила је 1995. године протерала скоро цео српски народ са територије хрватске државе. Шешељ главним кривцем за ратове сматра папу Ст. Јована Павла Другог, јер је Ватикан међу првима признао незаконито проглашену независност Хрватске и залагао се за бомбардовање Срба,
- Трећа тврдња је да се „загорска варијанта словеначког” (кајкавског) назива хрватском тек од 16. века, када су хрватски племићи пребегли пред Турцима насељени у данашње Хрватско загорје, где су кајкавцима наметнули хрватски национални идентитет, тј. Словенцима који су се ту нашли.
- Четврта тврдња је да је Римокатоличка црква вековима истрајно деловала као водећа светска злочиначка организација, лишена икаквих моралних скрупула и вођена најголијим макијавелистичким принципима.

Шешељ тврди да Босна и Херцеговина пре 19. века уопште није имала никакав хрватски национални карактер.

### Тематске јединице
Књига је подељена у шест тематских целина:
- Први део је дискусија о приступању,
- Други и најважнији дио за историчаре зове се Фантасмагорије хрватских историчара. Покушава да покаже како су аутори књига о хрватској историји и идеолози хрватског национализма измишљали, користили фалсификате, присвајање српског идентитета и језика и импровизацију да би доказали непостојеће. Шешељ детаљно проучава и компромитује хрватску историју према Вјекославу Клаићу, Ферди Шишићу и Иви Пилару. Он говори о "преувеличавању улоге једва познатог Томислава", "измишљању Панонске Хрватске", "измишљању Црвене Хрватске", доказивању постојање хрватске државности и двојних титула у Угарској. Наводно неоправдано, хрватски историчари угарске краљеве називају угарско-хрватским, а Далмацију, Славонију и Босну, које до 19. века, како каже, нису имале никаква хрватска национална обележја – хрватским земљама.
- У трећем делу, Пласирање очигледних фалсификата као аутентичну методу хрватске историографске школе, Шешељ се осврће на дела Доминика Мандића, херцеговачког фратра којег сматра највећим хрватским фалсификатором.
- Четврти део Хрватски национални идеолози од Људевита Гаја до Анте Павелића као инструменти за остваривање политичких циљева римокатоличког клерикализма бави се радовима најзначајнијих хрватских историчара. Он наводи да Људевит Гај, пореклом Немац, отворено каже да су Хрвати присвојили српски језик као свој, али да данашњи хрватски историчари желе да га потисну заглушујућом буком.[4] Илиризам је пратила нова обмана за Србе, југословенство. Промовише га бискуп Јосип Јурај Штросмајер, такође Немац пореклом. Након неуспеха у промовисању илиризма и југословенства, Хрватска је постала ефикасно средство за ширење католичанства на исток. Након Штросмајера, Шешељ анализира дела Фрање Рачког, Миховила Павлиновића (главног Хрвата далматинских Срба), Анте Старчевића (утемељитеља савремене хрватске националне идеологије), браће Антуна и Стјепана Радића, Владека Мачека и вође усташког покрета Анте Павелића. Шешељ обраћа пажњу на негирање и свођење српског језика на екавски изговор, проглашавање кајкавског и чакавског дијалекта штокавским, проглашавајући нехрватизоване Србе западно од Дрине Хрватима православне и исламске вероисповести, и кварење српског језика прогласивши га хрватским.
- Пети део говори о Другом светском рату и назива се Римокатоличким карактер усташког геноцида над српским народом. Помиње се флоскула о граници на Дрини и проглашење сарадника усташког режима Алојзија Степинца за свеца Римокатоличке цркве.
- Шести дио назива се Титово и Туђманово остварење државотворних циљева римокатоличког злочиначког пројекта вештачке хрватске нације. Шешељ храбро тврди да је вођа југословенских комуниста Јосип Броз Тито био прикривени хрватски националиста и шовиниста. Бави се „вештачком инаугурацијом” Хрватске у Војводини и Црној Гори за време Југославије, где католици никада раније нису имали везе са Хрватима. Тито је, сматра Шешељ, допринео томе да су се војвођански Буњевци и бококоторски католици почели сматрати Хрватима. Затим се бави „фалсификатором“ и Титовим генералом Фрањом Туђманом, првим хрватским председником. Формирањем република и давањем одређених овлашћења, Тито је створио предуслове за распад Југославије и стварање етнички чисте хрватске државе. Туђман је, сматра Шешељ, реализовао злочиначке идеје Римокатоличке цркве протеривањем свих Срба из нове усташке државе, која промовише мржњу према свему српском и што јасније разликовање од Срба, посебно фалсификовањем историје и покушајем да српски језик назове хрватским.

### Тврдња о вештачким нацијама и народностима
Осим Хрвата, Шешељ сматра новорођеним Србима и Бошњаке, који су по њему Срби исламске вероисповести, као и Црногорце и Македонце. Шешељ проналазак муслиманске/бошњачке и црногорске нације од стране Титових комуниста види као још један антисрпски пројекат. Он сумња да би осамостаљење Црне Горе и промоција постојања посебне црногорске нације могла помоћи Римокатоличкој цркви у даљим настојањима да шири и уништи православље.
Аутор књиге је дело објавио док је био у притвору у Хагу. Сведочећи у одбрану Радована Караџића, Шешељ је у јуну 2013. године изјавио да у Босни и Херцеговини живе само Срби католичке, исламске и православне вероисповести. Многи други српски учесници ратова деведесетих подржали су ову тврдњу. Ратни градоначелник Требиња Божидар Вучуревић је на суђењу Радовану Караџићу изнео мишљење да су се Срби борили у БиХ: „исламизовани Срби, покатоличени Срби и Срби који су остали Срби“.
И сам први председник Републике Српске Радован Караџић је 2010. године у Хагу изјавио да је поносан на српске муслимане који су веома популарни у српском народу, попут Мехмед-паше Соколовића, Меше Селимовића и Емира Кустурице. Неки српски учесници рата не слажу се са Шешељем, његовим тврдњама и његовим понашањем. Тако је 2011. године командант Војске Републике Српске Ратко Младић на саслушању у Београду изјавио да је Шешељ кретен који брука и себе и српски народ и државу.

## Жеља за хрватским одговором
Желећи да подстакне хрватске историчаре на дебату, Српска радикална странка је убрзо након објављивања послала неколико примерака ове књиге професорима историје на Филозофском факултету у Загребу. Председник Србије Томислав Николић је тада изјавио: „Само желимо да испровоцирамо хрватску историјску науку да проговори о овом питању. Нека изнесу своје аргументе, а подацима из Шешељеве књиге никако се не може приговорити.“ 
Хрватски историчари се нису бавили књигом. Објављивање књиге кратко је прокоментарисао тадашњи председник Хрватске странке права, рекавши да је Шешељ пореклом Хрват из Херцеговине и да га то боли. „То је далеко од здравог разума, поготово у време када смо после десет година, хтели или не, дошли у ситуацију да развијамо добросуседске односе. Шешељ мора да има потешкоћа, јер је он по националности Хрват из Херцеговине. Чини се да га то боли“, рекао је председник ХСП-а Анто Ђапић за Српски Курир. Војиславов синовац Ристо, испровоциран том изјавом, одговорио је да у Херцеговини нема Хрвата, већ су сви покатоличени Срби. Он је додао да је његов стриц чист Србин и позвао Анту Ђапића да се врати православним коренима.